# Новосергієвка (Ленінградська область)
Новосе́ргієвка (фін. Tulokkaankylä) — село Заневського міського поселення Всеволожського району Ленінградської області. Розташоване за три кілометри на схід від межі Санкт-Петербурга, у верхів'ях річки Оккервіль.
На карті 1840 на цьому місці позначено село Нове (на відміну від  Старе - нині села Колтуського сільського поселення). Тоді село стояло при впаданні в річку Оккервіль річки Хумалаев. На карті початку  1920-х років на північний захід від Нового також на березі Оккервіля з'явилася село «Сергіївка», проте воно було менше Нового. 

## Населення
| 2007 | 2010 | 2017 |
| ---- | ---- | ---- |
| 123  | ↗270 | ↗288 |